# Rugul Aprins (organizație)

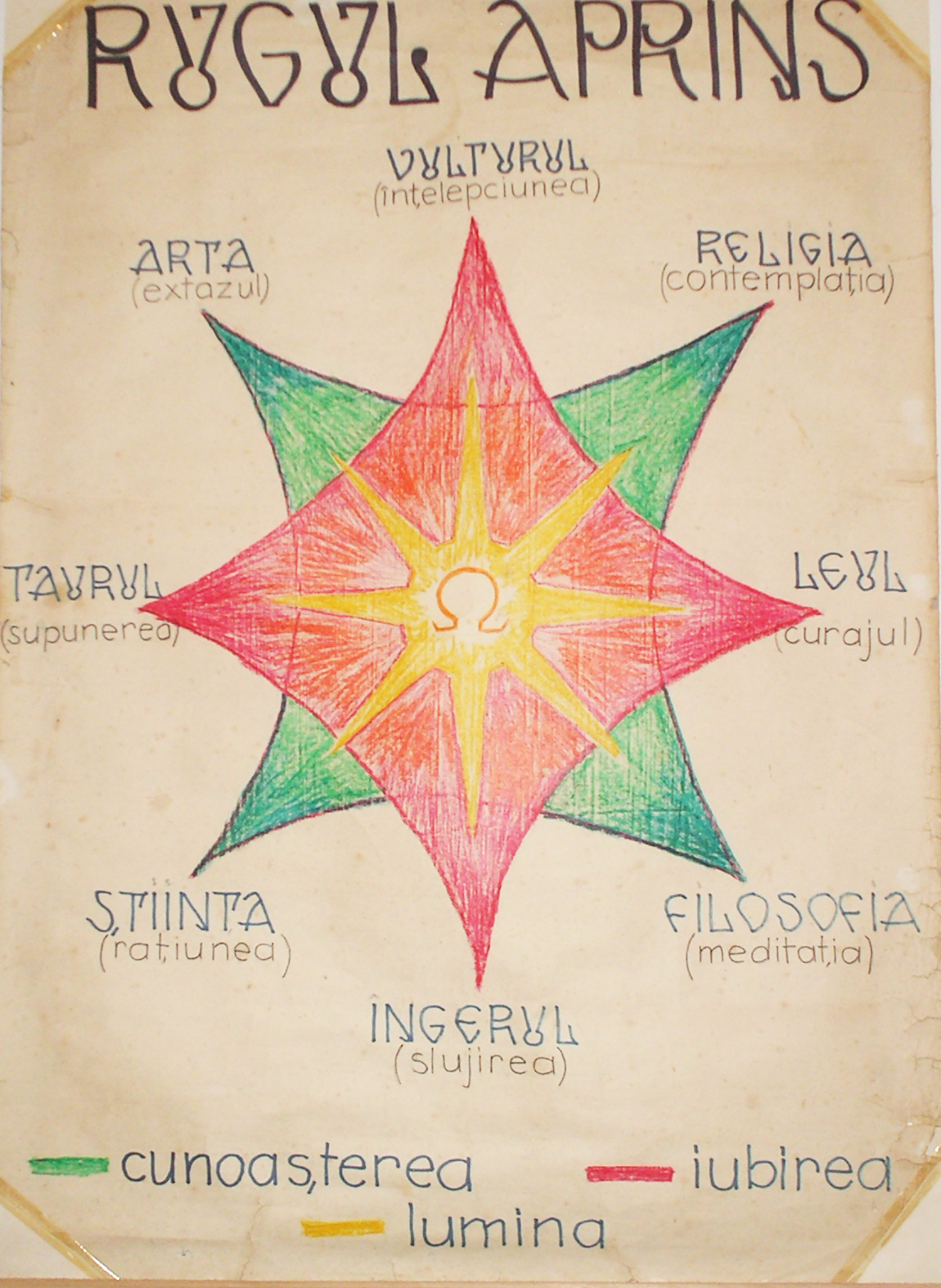

Rugul Aprins, denumit și Grupul de la Mănăstirea Antim, a fost o grupare de intelectuali, având un caracter în primul rând duhovnicesc sau spiritual și totodată un caracter cultural, care s-a format începând cu anul 1945. La baza formării acestei organizații s-a aflat întâlnirea vizionarilor Alexandru Teodorescu (alias Sandu Tudor), poet, eseist, publicist și Ivan Kulîghin (duhovnicul mitropolitului Kievului, eliberat de trupele germano-române în orașul Rostov), aflat în chilia sa de la Mănăstirea Antim. 
Teofania într-un rug aprins este relatată în Vechiul Testament. Dumnezeu i s-a arătat lui Moise sub această formă în pustietate. Simbolistica rugului aprins este focul etern al credinței care nu se mistuie, rugăciunea neîncetată. Rugul aprins este un simbol mistic al rugăciunii repetate, al rugăciunii inimii, al adorării lui Dumnezeu.

## Perioada legalității
Grupul se va înregistra în anul 1946 și va activa până în 1948 (când va fi scos în afara legii) sub denumirea de „Rugul Aprins al Maicii Domnului”, care în fapt reprezenta un nucleu de intelectuali laici și monahi care își propunea păstrarea valorilor ortodoxe, a dreptei credințe, curățirea Bisericii Ortodoxe Române în vremuri de ateism comunist. În mod practic, prin credință și rugăciune, membrii grupului doreau să se opună comunismului adus de trupele URSS în anul 1944. Încă de la înființare, grupul se remarcă a fi o comunitate a credinței în Dumnezeu, în cadrul căreia se regăseau teologi, profesori, călugari, studenți, femei și monahii etc. 
Întâlnirile de la Mănăstirea Antim aveau loc joia, în biblioteca sau în pridvorul mănăstirii și erau prezidate de către starețul din acea vreme, Părinte Arhimandrit Vasile Vasilache. Se citeau piese literare (comentate apoi dintr-o perspectivă teologică), texte scripturistice, patristice și filosofice, sau erau dezbătute chestiuni diverse din actualitatea imediată, culturală, economică și socială din România postbelică.
Câteva dintre subiectele abordate cu predilecție erau: Isihasmul, Iisus-Logosul întrupat, Păcatul originar, Scena și altarul, Rugăciunea Inimii, Exegeza smochinului neroditor și blestemat, Mântuirea Fecioarei prin Naștere, etc.. Părintele Ioan „cel strain” (Ivan Kulîghin ) a fost axul moral și spiritual, duhovnic și părinte duhovnicesc în adevăratul sens al cuvântului, pentru toți nou-născuții întru Rugăciunea lui Iisus. În ajunul plecării sale, el i-a încredințat lui Sandu Tudor misiunea de a continua lucrarea călăuzitoare. 

## În afara legii
Odată cu instalarea puterii comuniste în România, organizația va intra în vizorul Securității încă din anul 1948, pentru atitudinea protectoare și ocrotitoare manifestată față de refugiații ruși în general și față de Părintele Ioan Kulighin în special, dar și din cauza temerii organelor represive legate de apropierea dintre Biserică și intelectuali. În fapt, monahul va fi primul arestat în același an și trimis în U.R.S.S, unde va primi condamnarea la 25 de ani muncă silnică. Religia era prima care trebuia să dispară și laolaltă cu ea întreaga cultură națională. 
Convorbirile din cadrul Rugului Aprins au continuat pânã pe la jumãtatea anului 1948, apoi cu ordin din partea Patriarhiei conduse de Justinian Marina, au încetat pentru mai mulți ani. O bunã parte din personalul slujitor de la Mănãstirea Antim a fost repartizat în altã parte, mai ales la Seminarul Teologic de la Mănăstirea Neamțu.
În anul 1950, Sandu Tudor sau părintele Agaton, este arestat și condamnat la 5 ani de muncă silnică (trei îi va ispăși la Canal), după eliberare se va retrage la Mănăstirea Rarău, hirotonit cu numele de Daniil. Prigoana adevarată va începe după 1956 când încep noi arestări în România, după modelul celor din U.R.S.S. În fapt, arestările din cadrul grupului încep în 25 februarie 1958, cu părintele Adrian Făgețeanu care era acuzat de implicare în mișcarea legionară și după mai multe interogatorii prin tortură va fi obligat să declare că Sandu Tudor are un trecut legionar și, prin extensie, Rugul Aprins era o organizație „subversivă și contrarevoluționară.”
Mai mult decât cele declarate de anchetatori, ministrul de interne de atunci, al regimului comunist, Alexandru Drăghici, susținea prezența unei conspirații legionare în interiorul Bisericii Ortodoxe Române care trebuie eradicată imediat. În concluzie , acesta își propunea doar îngenunchierea credinței în fața marxism-leninismului ateu. Vor fi mai multe valuri de arestări: În 14 iunie 1958 au fost arestați cei mai mulți dintre „suspecții”: Alexandru Teodorescu (Sandu Tudor), Benedict Ghiuș, Roman Braga, Sofian Boghiu, Felix Dubneac, Arsenie Papacioc, Alexandru („Codin”) Mironescu, George Văsii și Șerban Mironescu. Apoi, au urmat, alte arestări, pe 29 iulie: Nicoale Rădulescu și Dan Grigore Pistol, pe 5 august: Vasile Voiculescu și Gheorghe Dabija, pe 4 septembrie, Dumitru Stăniloaie, pe 18 septembrie, Emanoil Mihăilescu. Alți arestați au fost: Paul Sterian, Nichifor Crainic, Paul Constantinescu, Constantin Joja, Alexandru Elian, Antonie Plămădeală, Nicolae Bordașiu, Petroniu Tănase, Vasile Vasilache, Grigorie Băbuș, Bartolomeu Valeriu Anania, Ion Marin Sadoveanu, Anton Dumitriu, Gheorghe Dabija, Arsenie Boca, Roman Braga, Vladimir Streinu, și mulți alții. 
Toți aceștia vor fi incluși în ceea ce în arhivele Securității a rămas sub numele de "Lotul Teodorescu Alexandru și alții" (Alexandru Teodorescu era numele de buletin al lui Sandu Tudor) Procesul va începe la 29 octombrie 1958. De fapt va fi unul formal și cu ușile închise. Întregul grup de la Antim va fi condamnat la închisoare în urma sumbrei Sentințe numărul 125 din 8 noiembrie 1958, hotărîtă de Tribunalul Militar al Regiunii a II-a Militară - Colegiul de Fond. Dosarul 2164/1958 se închide în ședința din 29 octombrie 1958, cînd inculpații, sunt acuzați, în majoritate, de „crimă de uneltire contra ordinei sociale și pentru crima de activitate intensă contra clasei muncitoare și mișcării revoluționare”. 
"Rugul Aprins” era considerat ca fiind „o organizație subversivă unde s-au ținut mai multe ședințe cu caracter conspirativ, [care] a atras o serie de elemente reacționare din rândul studenților și i-au instigat la acțiuni contrarevoluționare împotriva orânduirii de stat democratice din RPR.” 
Sentintele vor fi între 5-25 ani, iar Sandu Tudor va primi pedeapsa cea mai grea, 25 de ani (va fi încarcerat la Aiud, unde a decedat în detenție la data de 17 noiembrie 1962). Poetul Vasile Voiculescu a fost condamnat la cinci ani de temniță. Nu i-a ispășit pe toți. Cu sănătatea distrusă de anii de temniță, Vasile Voiculescu avea să fie grațiat în data de 28 aprilie 1962, prin Decretul nr. 291 al Consiliului de Stat. A murit un an mai târziu (26 aprilie 1963). 
Membrii "Rugului Aprins" au fost eliberați în anul 1964, prin decretul 411, împreuna cu mai mulți detinuți politici, în fapt acțiunea regimului comunist făcea parte din atitudinea generată de acesta pentru ieșirea Republicii Populare România din statutul de subordonat sovietic și începerea relațiilor diplomatice și economice cu Vestul și o destindere a legăturilor cu Occidentul capitalist și/sau socialist democratic, (Republica Franceză).

## Galerie parțială (doar a unor membri)

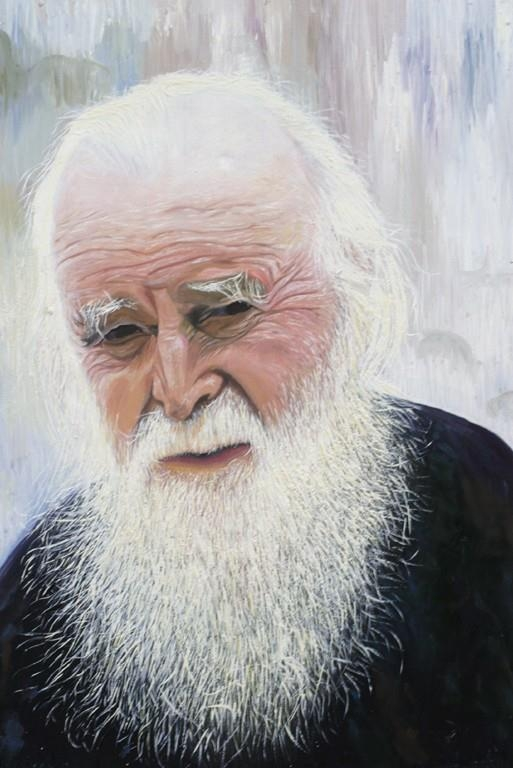
Sofian Boghiu
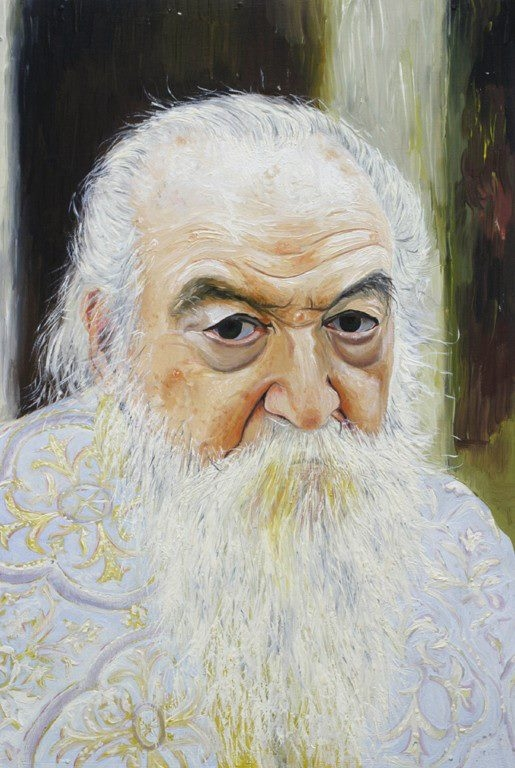
Adrian Făgețeanu
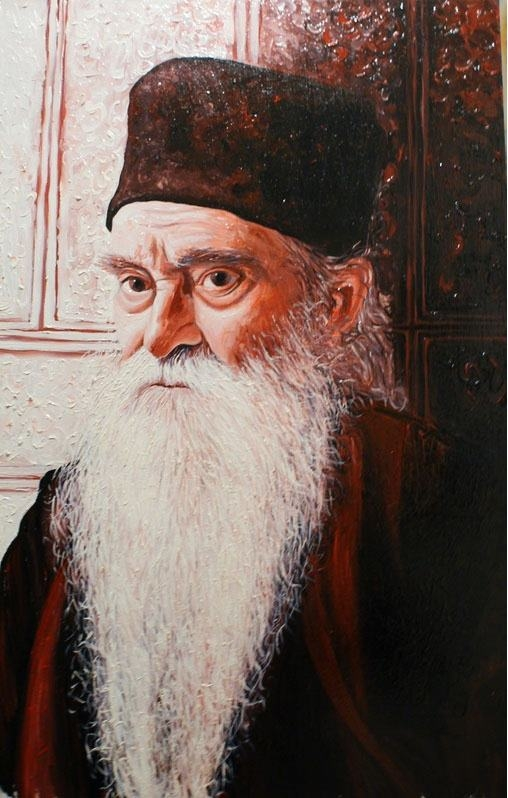
Arsenie Papacioc
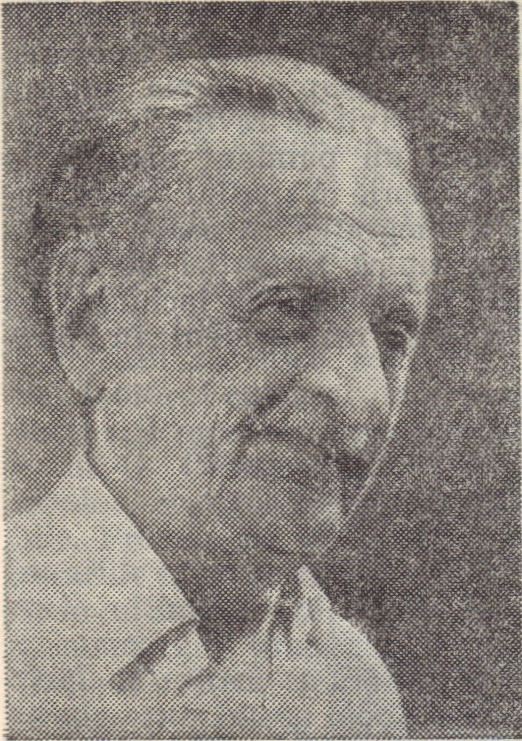
Șerban Cioculescu
Paul Constantinescu
Olga Greceanu
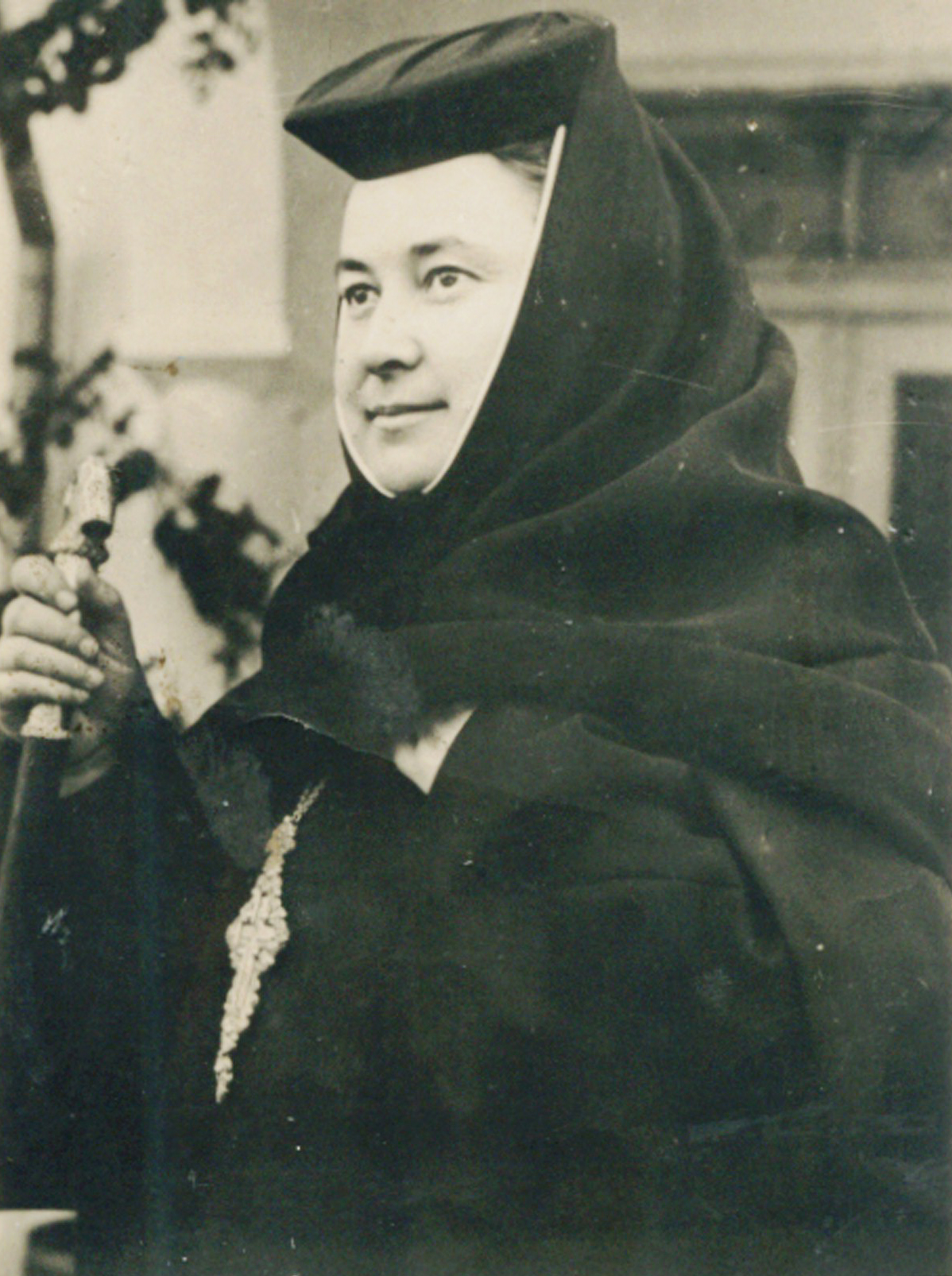
Veronica Gurău
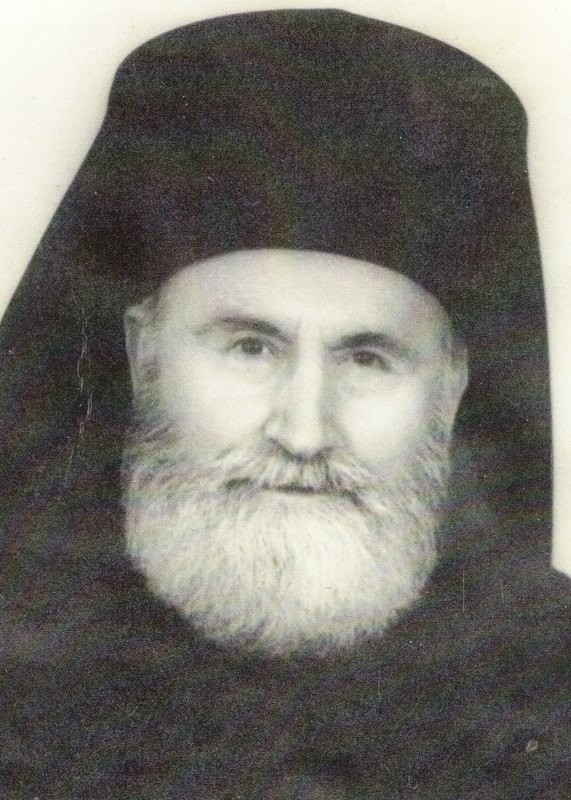
Ioan Iovan
Antonie Plămădeală
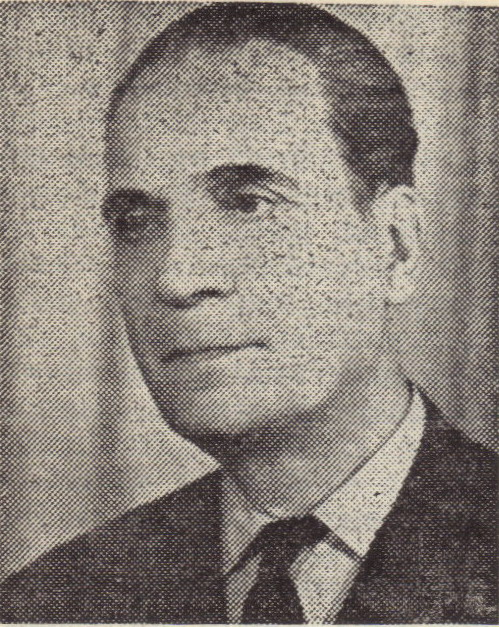
Vladimir Streinu
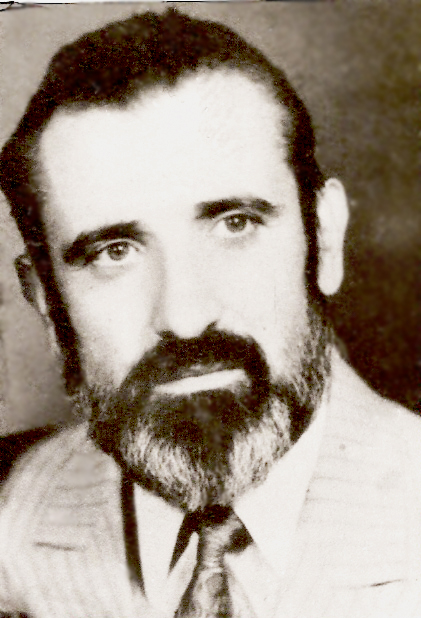
George Văsii